# 大埔墟

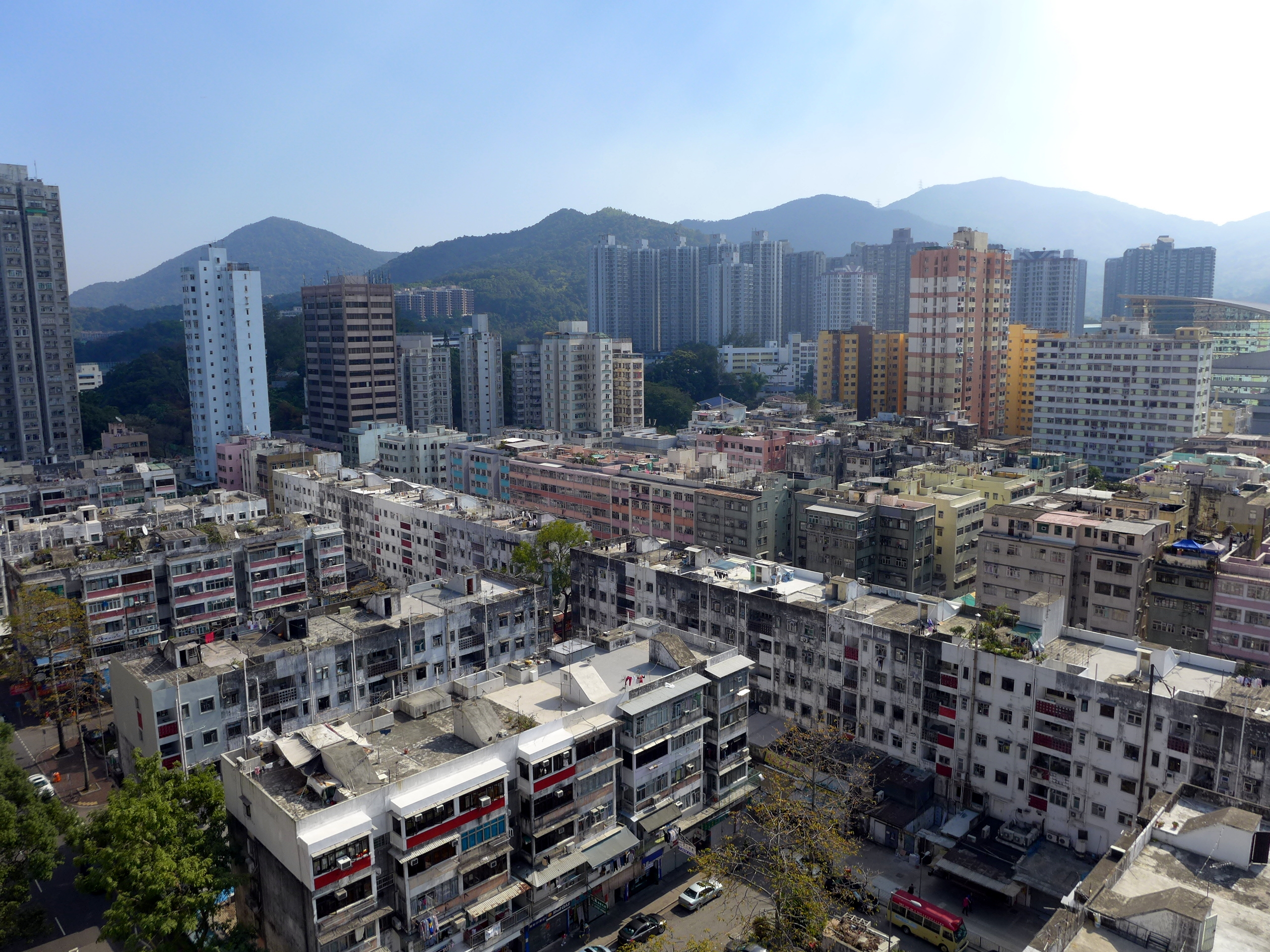
大埔墟

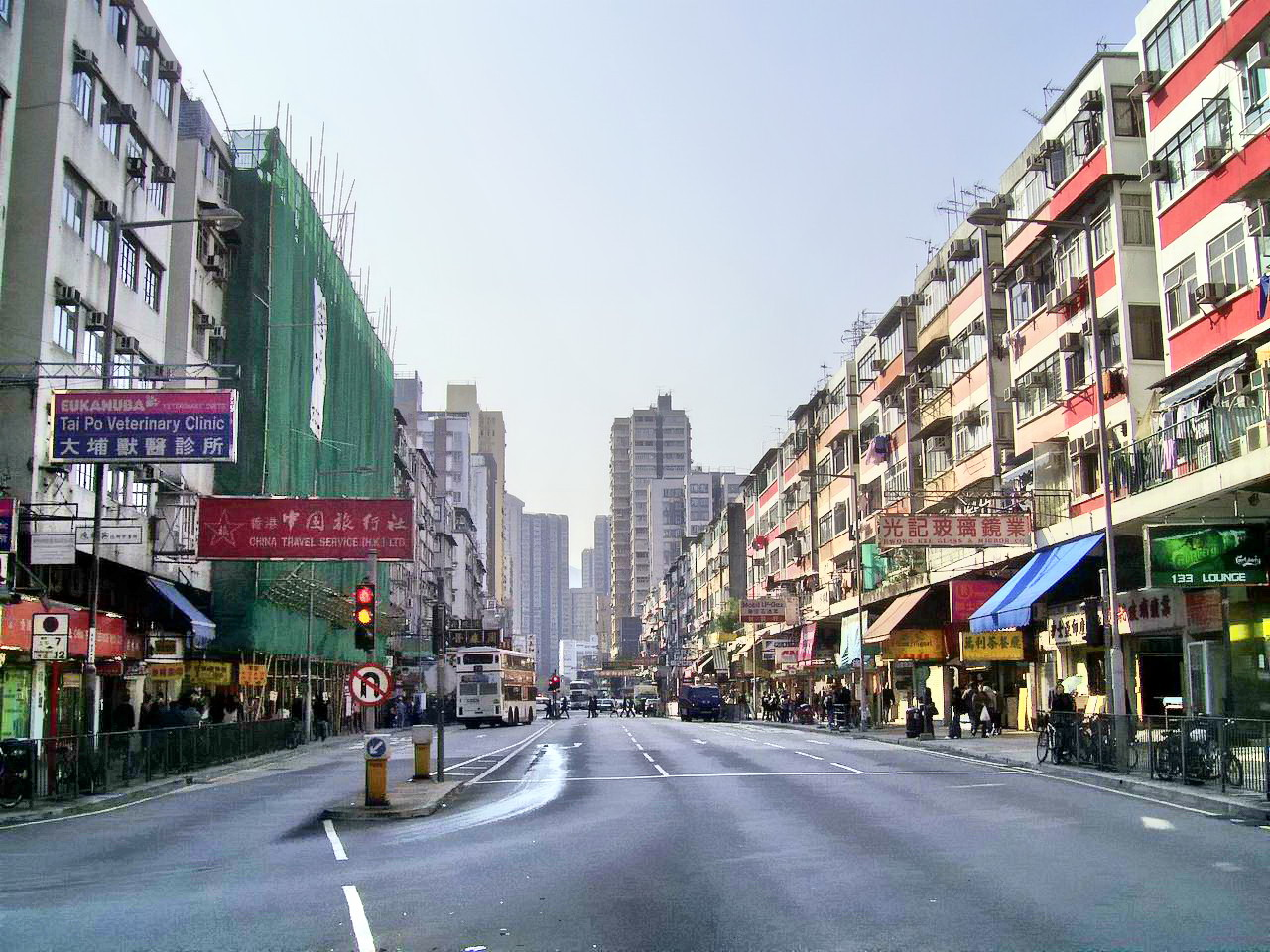
大埔墟的廣福道

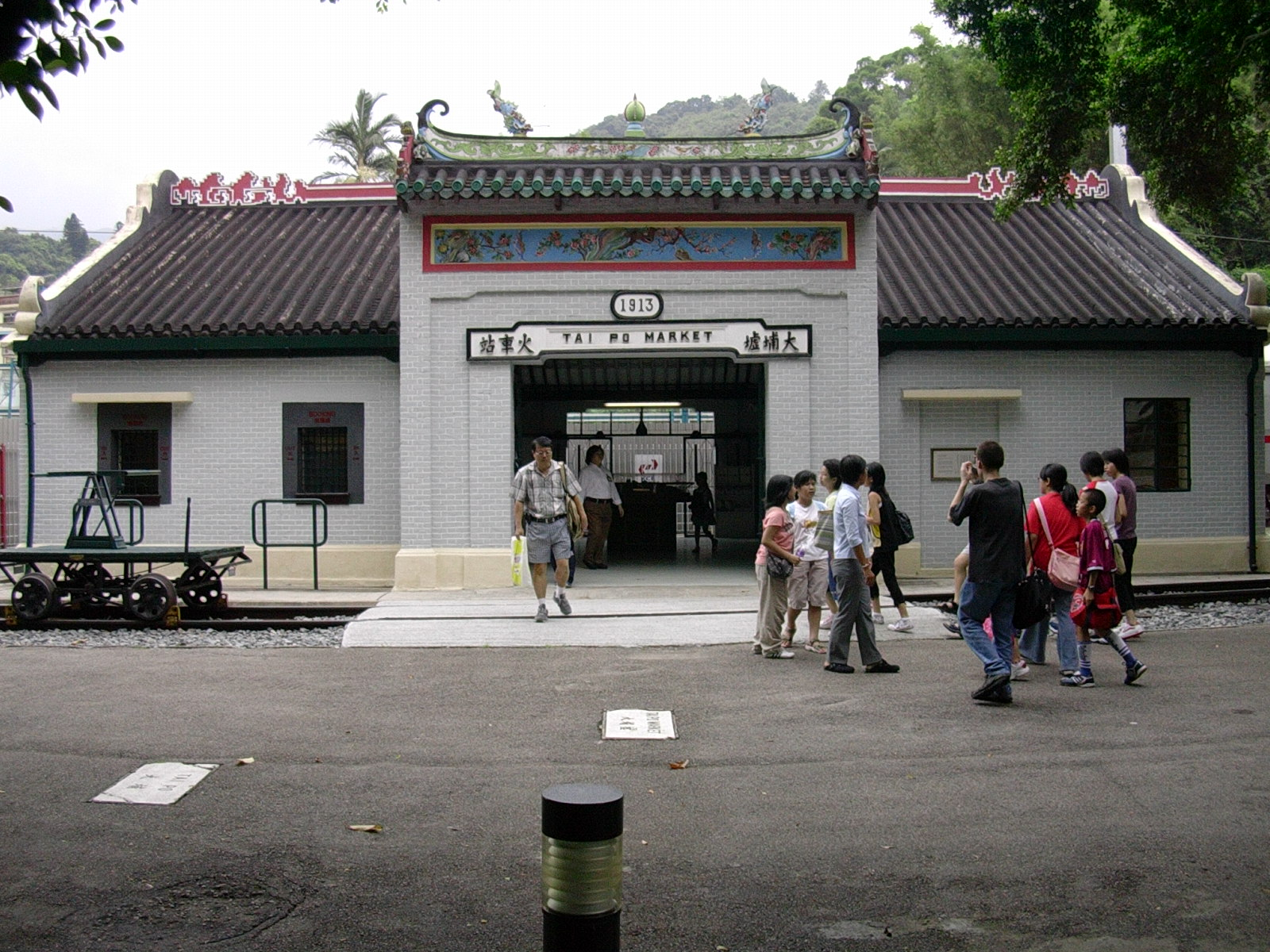
香港鐵路博物館，昔日的大埔墟站

大埔墟（英語：Tai Po Market）是香港歷史悠久的墟市；大埔舊墟（英語：Tai Po Old Market），則是香港現已消失的墟市，兩者都是位於新界大埔。現時大埔舊墟（位於林村河以北，汀角路以西，大埔舊墟天后宮附近一帶地方）已完全成為住宅區，墟市已經消失。大埔墟（位於林村河以南，廣福道兩旁）則仍然有墟市富善街（原稱太和市，以文武二帝廟為中心）。由於大埔舊墟墟市消失，卻仍留其名，因此一般人會將大埔舊墟與大埔墟混為一談，實際是兩個不同的地方。

## 名稱辨析：「大埔墟」、「大埔舊墟」與「太和市」
在近一百年來，「大埔墟」和「太和」的名稱涵義發生過重大變化。「大埔墟」一名最早是指始於明代由龍躍頭鄧氏於林村河以北建立的墟市。清末以泰亨文氏爲首的七個非鄧氏村落於林村河南岸現富善街一帶建立名爲「太和市」的新墟市，與林村河北岸的「大埔墟」分庭抗禮。由於太和市享有較優越的地理位置，鄉民逐漸將太和市視爲大埔的墟市代表，並以「大埔墟」去稱呼太和市，而原來的林村河北岸鄧氏大埔墟則被改稱爲「大埔舊墟」。
1911年九廣鐵路通車，殖民政府在太和市附近修築車站，並命名爲「大埔墟站」，進一步確立了太和市享有「大埔墟」之名的地位。到了20世紀後半葉，大埔舊墟完全消亡並重建爲現代化住宅區，大埔剩下一個墟市，太和市正式繼承並使用「大埔墟」之名。
1980年代初期，政府於林村河北岸、大埔頭以南的田野建立大型公共屋邨，並採用「太和市」之名將該屋邨命名爲「太和邨」以保存地區文化和歷史，同時讓九廣鐵路在經過太和邨的路段增設車站，依照屋邨名字命名爲「太和站」，此舉造成大量不熟悉大埔歷史的區外市民誤以爲太和邨是太和市的「原址」，並將太和邨一帶稱爲「太和」，成爲通俗習慣地名，時至今日在香港提到「太和」必然是指「太和邨」，也再沒有人使用「太和市」之名去稱呼林村河南岸的墟市。與此同時，當大埔新填海區一帶的現代化商住建築落成後，林村河南岸原稱爲「太和市」的墟市建築便顯得相形破舊，導致很多區外市民，乃至1980年代後出生或遷入的大埔居民都誤以爲林村河南岸的大埔墟就是「大埔舊墟」，更不知道林村河北岸原來曾有一個更古老的墟市。林村河北岸有一條「舊墟直街」，便可略知「大埔舊墟」的歷史位置。

## 歷史

### 大埔舊墟
大步墟，即今大埔舊墟，建立源於新界五大氏族之首——鄧族。北宋期間，鄧族的先祖由中國大陸遷至錦田定居。後來因為族群人口增加，除了大埔頭，還分遷到元朗屏山、廈村、屯門紫田村、粉嶺龍躍頭、沙頭角萊洞及大嶼山塘福等多個聚居地，勢力顯赫。
1595年（明萬曆廿三年），龍躍頭鄧氏在林村河以北一帶的地方（即現在大埔舊墟附近）建立「孝子鄧師孟祠」(通稱「鄧孝子祠」，現已不存)。1672年（清康熙十一年），鄧氏族人向新安知縣申請在「鄧孝子祠」旁建墟，名義上利用該墟收入續祠的香火之用（當時以商業謀利，常以此作名目）。該墟取名大步墟（大埔墟），位置大概於汀角路天后廟附近。當時大步墟因為地理位置優越，是九龍城和深圳墟之間的交通要道，再加上擁有面臨大步海（現稱吐露港）這漁港，所以成為一個優良的經商地。大埔成為區內水上交通樞紐，有客船來往多個地點，甚至遠至潮州及汕頭。
因此鄰近地區的居民亦想在大步墟開設商舖，但屢遭鄧氏反對。1892年（清光緒十八年），新安知縣裁定大步墟為鄧氏稅地，他族不能在墟內建舖，糾紛才暫時結束。記載上述鄧氏與泰亨文氏為爭奪大埔墟（舊墟）的墟市權力，歷史現存有〈大埔示諭〉石碑：「欽加同知銜，署理新安縣事，候補縣正堂加十級紀錄十次，鄧，為出不曉諭事，現據職監鄧履中等呈稱﹐伊祖于萬歷年間，在大埔建立孝子鄧師孟祠。至康熙十一年，伊祖鄧祥與鄧天章懇承大埔稅地、復在孝子祠側立墟、起舖招賈營生，將該墟出息為孝子糧祀之用。迨嘉慶年間，文元著在文屋村越界起舖，經伊祖稟控前縣，斷結勒石，嗣後各管各業，文姓只可起做房屋，不得起舖招客。茲因同治十二年，風颶大作，文屋村沖為平地。文姓現欲立墟、起舖招商等議。忖大埔一墟，為孝子糧祀而立，若文姓起舖，將來彼興此衰，糧祀從何支。叩乞出示立案等情到縣。據此，除批揭示外，合行出示曉諭，為此示。仰該處軍民人等知悉，爾等須知大埔墟原系鄧姓稅地，而墟中出息為子糧祀之需。倘有恃強違抗，本縣定即差拘訊究。各宜凜遵。切速，特示。光緒十八年五月十四日示。告示。寶貼大埔曉諭」
現時大埔舊墟墟市已經消失，發展為住宅區，區內屋苑主要興建在1990年代，是大埔新市鎮較後期的私人屋苑集中地。惟保留大埔舊墟天后宮，成為大埔舊墟的遺留痕跡，現存內街「舊墟直街」更保留舊墟的地名，從這些線索都可略知舊墟過去之地理位置。區內主要屋苑和住宅大廈有：太和中心、翠怡花園、翠林閣、富善花園、美菱居、富萊花園、榮暉花園、榮明花園、麗和閣、美豐花園、榮麗苑、美新大廈、美利大廈、粵發大廈、富昌閣、安樂樓、華安樓。

### 大埔墟（太和市）
在鄰近地區當中，大埔以北的泰亨文氏族群也曾計劃在大步墟建屋及開設商舖，當然也屢遭鄧氏的阻撓。文氏亦乃新界五大氏族，明初分別在大埔泰亨和元朗新田一帶定居。為了跟大步墟抗衡，文氏在1892年聯合附近七個非鄧氏的村落，組成大埔七約（泰亨約、林村約、翕和約、集和約、樟樹灘約、汀角約、粉嶺約），在隔河另設太和市，即今富善街。同年橫跨林村河的廣福橋落成，並以此為界，大大改善了大埔的陸路交通。
大埔七約興建廣福橋以後，掌握大埔的交通主導權，而太和市的實力漸漸凌駕大埔墟之上。1913年於太和市落成的大埔墟火車站（現香港鐵路博物館），更加速太和市的發展。由於太和市已逐漸取代大埔墟的地位，所以太和市後來被通俗習慣地稱為大埔墟，而原來的大埔墟則改稱為大埔舊墟。1913年所建的火車站，服務七十年後，於1983年關閉。
2014年民建聯獲香港建造商會研究基金撥款，研究如何活化聯和墟、大埔墟和石湖墟。民建聯認為為了配合新界東北發展計劃，原墟市亦各有文化特色，既需要保育，亦需要注入新的元素。在香港大學建築學院的協助下，研究團隊舉辦多場地區工作坊，諮詢居民、商戶及學生等意見。最終建議在大埔墟廣福橋旁建一座人車兩用橋樑，以加強新舊區聯繫，建議獲得有關部門接納。

## 區內名勝
大埔舊墟：大埔舊墟天后宮、省躬草堂
大埔墟：香港鐵路博物館（舊大埔墟火車站）、文武二帝廟、舊北區理民府

## 區議會議席分佈
為方便比較，以下列表以大埔舊墟（包括汀太路、大埔太和路及汀角路所包圍的地區）及大埔墟（包括廣福道沿線地區）為範圍。
| 範圍／年度                                              | 2000-2003      | 2004-2007      | 2008-2011      | 2012-2015      | 2016-2019      | 2020-2023      | 現屆區議員 |
| ------------------------------------------------------- | -------------- | -------------- | -------------- | -------------- | -------------- | -------------- | ---------- |
| 大埔墟 （包括廣福道沿線地區）                           | 大埔墟選區     | 大埔墟選區     | 大埔墟選區     | 大埔墟選區     | 大埔墟選區     | 大埔墟選區     | 林名溢     |
| 大埔舊墟 （包括汀太路、大埔太和路及汀角路所包圍的地區） | 舊墟及太湖選區 | 舊墟及太湖選區 | 舊墟及太湖選區 | 舊墟及太湖選區 | 舊墟及太湖選區 | 舊墟及太湖選區 | 劉勇威     |

註：以上主要範圍尚有其他細微調整（包括編號），請參閱有關區議會選舉選區分界地圖及條目。